# Phoebe Tonkin
Phoebe Jane Elizabeth Tonkin (* 12. července 1989, Sydney, Austrálie) je australská herečka a modelka. Její nejznámější role jsou Cleo Sertori v seriálu H2O: Stačí přidat vodu a Hayley Marshall v The Originals.

## Život
Phoebe Tonkin se narodila v australském městě Sydney. Už od svých čtyř let se věnovala tanci, zejména baletu, stepu, hip-hopu a moderním tancům. Odmala ale byla rozhodnuta stát se herečkou, a proto byla obsazována do menších divadelních rolí, ve dvanácti letech se dokonce zúčastnila programu Australian Theatre for Young People (začala tam také například Nicole Kidman či Toni Collette). Phoebe Tonkin odmaturovala na dívčí škole Queenwood school v Balmoralu. Je vegetariánka. Od září 2013 do března 2017 chodila s hercem Paulem Wesleym, známý ze seriálu Upíří deníky.

## Kariéra
Ve známost vešla zejména díky debutové roli mořské panny Cleo Sertori, kterou ztvárnila v dětském seriálu H2O: Stačí přidat vodu po boku Cariby Heine (Rikki), Claire Holt (Emma) a Indiany Evans (Bella). Tehdy získala velikou popularitu.
S dalším hereckým kolegou z H2O – Angusem McLarenem – se rovněž objevila ve vedlejší roli energické barmanky Lexi v australském seriálu Packed to the Rafters. Jejím následujícím hereckým počinem se stala role Fiony Maxwell v akčním filmu Tomorrow, When the War Began a hostovala v seriálu Home and Away. Kromě několika dalších menších rolí v reklamách působila i jako fotomodelka pro australské i světové obchodní řetězce a její fotografie byly v magazínech jako Girlfriend nebo Dolly.
V roce 2008 získala nominaci na cenu AFI (American Film Institute) jako Nejlepší herečka v kategorii TV drama.
V roce 2011 se na nějakou dobu přestěhovala do kanadského Vancouveru, kde začala natáčet seriál The Secret Circle. V něm ztvárnila zápornou postavu, roli čarodějky Faye Chamberlain. Poté obdržela menší roli ve čtvrté sérii úspěšného seriálu Upíří deníky, kde ztvárnila vlkodlačici Hayley. Od října 2013 hraje ve spin-offu Upířích deníků s názvem The Originals.
Phoebe získala v roce 2008 nominaci na cenu AFI (American Film Institute) v kategorii nejlepší herečka v televizním dramatu.
V roce 2011 se na nějakou dobu přestěhovala do kanadského Vancouveru, kde začala natáčet seriál Tajemství kruhu. V něm ztvárnila zápornou postavu, roli čarodějky Faye Chamberlain. Seriál měl premiéru 15. září 2011 na stanici The CW.
Poté obdržela menší roli ve čtvrté řadě úspěšné show Upíří deníky, kde si zahrála roli vlkodlačice Hayley. Od října 2013 do roku 2018 účinkovala ve spin-offu s názvem The Originals. V roce 2018 si zahrála v dramatickém seriálu stanice SBS Safe Harbour a byla obsazena do seriálu Rozkvět.

## Filmografie

### Film
| Rok  | Název                                                      | Role          | Poznámky            |
| ---- | ---------------------------------------------------------- | ------------- | ------------------- |
| 2010 | Tomorrow, When the War Began                               | Fiona Maxwell |                     |
| 2011 | Žraločí invaze                                             | Jaimie        |                     |
| 2014 | The Ever After                                             | Mabel         |                     |
| 2014 | Miliardové výkupné                                         | Amy Tilton    |                     |
| 2014 | Cul-de-Sac                                                 | matka         | krátkometrážní film |
| 2018 | Freeka Reeka Sheeka Deeka and the Big Battle in the Forest |               |                     |
| 2018 | Final Stop                                                 |               | krátkometrážní film |

### Televize
| Rok       | Název                  | Role             | Poznámky              |
| --------- | ---------------------- | ---------------- | --------------------- |
| 2006–2010 | H2O: Stačí přidat vodu | Cleo Sertori     | hlavní role, 78 dílů  |
| 2009      | Packed to the Rafters  | Lexi             | vedlejší role, 3 díly |
| 2010      | Home and Away          | Adrian           | vedlejší role, 7 díly |
| 2011      | Tajemství kruhu        | Faye Chamberlain | hlavní role, 22 dílů  |
| 2012–2013 | Upíří deníky           | Hayley Marshall  | vedlejší role, 8 dílů |
| 2013–2018 | The Originals          | Hayley Marshall  | hlavní role, 85 dílů  |
| 2015      | Stalker                | Nicole Clark     | díl: „Moje hrdinka“   |
| 2018      | Safe Harbour           | Olivia Gallagher | mini-seriál           |
| 2018      | Aféra                  | Delphine         | díl: „Epizoda 5“      |
| 2020      | Westworld              | Penny            | díl: „Parce Domine“   |

### Internet
| Rok        | Název                  | Role            | Poznámky               |
| ---------- | ---------------------- | --------------- | ---------------------- |
| 2018       | These New South Whales | Samu sebe       | díl: „Round the Twist“ |
| 2019–dosud | Rozkvět                | mladá Gwen Reid |                        |

### Hudební klipy
| Rok  | Interpret    | Píseň          | Poznámka           |
| ---- | ------------ | -------------- | ------------------ |
| 2012 | Miles Fisher | "Don't Let Go" | Hlavní ženská role |

## Ocenění
| Rok  | Cena       | Kategorie                                 | Seriál                 | Výsledek   |
| ---- | ---------- | ----------------------------------------- | ---------------------- | ---------- |
| 2008 | AFI Awards | Nejlepší hlavní role v televizním seriálu | H2O: Stačí přidat vodu | Nominována |